# Campeonato Asiático de Voleibol Masculino
El Campeonato Asiático de Voleibol es la máxima competición de voleibol masculino a nivel asiático, se efectúa desde 1975. Es organizado por la Confederación Asiática de Voleibol (AVC) cada año impar. 

## Historial
| N.º   | Año  | Sede                          | Oro           | Plata         | Bronce        |
| ----- | ---- | ----------------------------- | ------------- | ------------- | ------------- |
| I     | 1975 | Australia, Melbourne          | Japón         | Corea del Sur | China         |
| II    | 1979 | Baréin, Manama                | China         | Corea del Sur | Japón         |
| III   | 1983 | Japón, Tokio                  | Japón         | China         | Corea del Sur |
| IV    | 1987 | Kuwait, Ciudad de Kuwait      | Japón         | China         | Corea del Sur |
| V     | 1989 | Corea del Sur, Seúl           | Corea del Sur | Japón         | China         |
| VI    | 1991 | Australia, Perth              | Japón         | Corea del Sur | China         |
| VII   | 1993 | Tailandia, Nakhon Ratchasima  | Corea del Sur | Kazajistán    | Japón         |
| VIII  | 1995 | Corea del Sur, Seúl           | Japón         | China         | Corea del Sur |
| IX    | 1997 | Catar, Doha                   | China         | Japón         | Australia     |
| X     | 1999 | Irán, Teherán                 | China         | Australia     | Corea del Sur |
| XI    | 2001 | Corea del Sur, Changwon       | Corea del Sur | Australia     | Japón         |
| XII   | 2003 | China, Tianjin                | Corea del Sur | China         | Irán          |
| XIII  | 2005 | Tailandia, Suphanburi         | Japón         | China         | Corea del Sur |
| XIV   | 2007 | Indonesia, Yakarta            | Australia     | Japón         | Corea del Sur |
| XV    | 2009 | Filipinas, Manila             | Japón         | Irán          | Corea del Sur |
| XVI   | 2011 | Irán, Teherán                 | Irán          | China         | Corea del Sur |
| XVII  | 2013 | Emiratos Árabes Unidos, Dubái | Irán          | Corea del Sur | China         |
| XVIII | 2015 | Irán, Teherán                 | Japón         | Irán          | China         |
| XIX   | 2017 | Indonesia, Gresik             | Japón         | Kazajistán    | Corea del Sur |
| XX    | 2019 | Irán, Teherán                 | Irán          | Australia     | Japón         |
| XXI   | 2021 | Japón, Chiba                  | Irán          | Japón         | China         |
| XXII  | 2023 | Irán, Urmía                   | Japón         | Irán          | Qatar         |

## Medallero histórico
- Datos actualizados hasta Irán 2023

| Núm. | País          | Oro | Plata | Bronce | Total |
| ---- | ------------- | --- | ----- | ------ | ----- |
| 1    | Japón         | 10  | 4     | 4      | 18    |
| 2    | Corea del Sur | 4   | 4     | 9      | 17    |
| 3    | Irán          | 4   | 3     | 1      | 8     |
| 4    | China         | 3   | 6     | 6      | 15    |
| 5    | Australia     | 1   | 3     | 1      | 5     |
| 6    | Kazajistán    | 0   | 2     | 0      | 2     |
| 7    | Qatar         | 0   | 0     | 1      | 1     |